# Théodore d'Octodure
Pour les articles homonymes, voir Théodule.
Théodore d'Octodure ou Théodule du Valais, ou Théodore, fut peut-être un missionnaire chrétien venu d'Orient. Il a probablement été le premier évêque du Valais à la fin du IVe siècle.
C'est un saint des Églises catholiques et orthodoxes, célébré le 16 août (catholiques), et le 4 septembre (orthodoxes orientaux),.

## Biographie

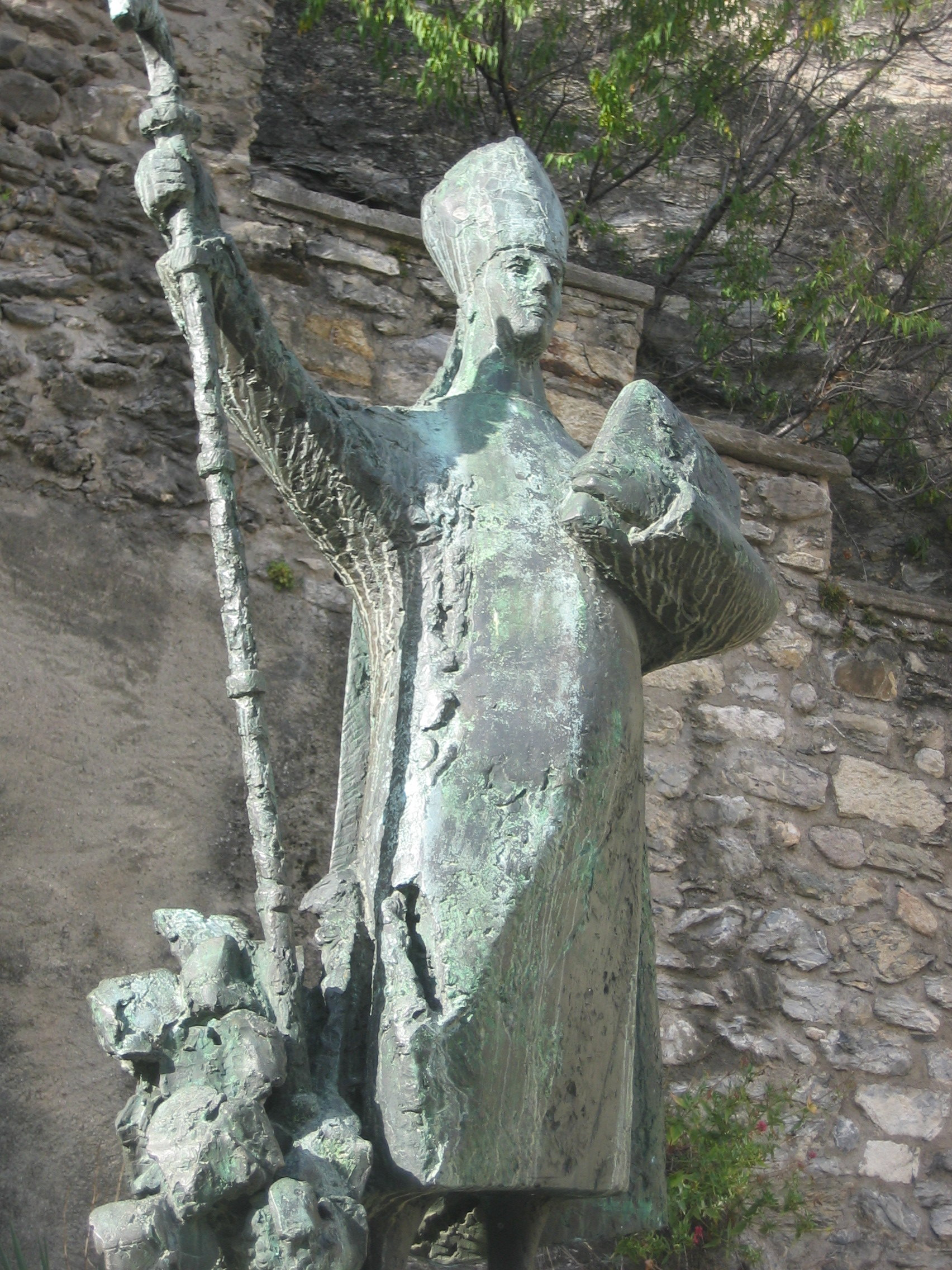
Cette statue située place de la Majorie à Sion a été réalisée par le sculpteur suisse Jacques Barman.

Originaire d'Orient, qu'il aurait beaucoup visité dans sa jeunesse (Grèce, Égypte), il aurait entrepris sous la direction de saint Ambroise la christianisation des régions alpines de la Suisse actuelle, intégrées alors à l'Empire romain, et devient évêque d’Octodure (aujourd'hui Martigny en Valais). Sa participation au concile d'Aquilée en 381 est attestée et on lui attribue la lettre du synode de Milan (393) au pape Siricius comme l'établissement de la vénération de saint Maurice. Comme l'évêque Saint Ambroise, il lutte contre l'Arianisme et défend la foi catholique définit lors du concile de Nicée. Il œuvre également à développer le culte des martyrs (Saint Maurice et ses compagnons).
Il aurait fait de nombreux voyages vers le territoire de l'Italie actuelle, en particulier vers le Valtournenche, qui faisait partie à l'époque du diocèse de Sion avec le val d'Ayas aussi, et le passage des Alpes qu'il aurait emprunté porte encore aujourd’hui le nom de col de Saint-Théodule.

## Célébration
Les catholiques le fêtent le 16 août et les vignerons valaisans le 20 avril, mais on trouve aussi le 3 mai ou le 4 septembre car des confusions se sont établies avec d'autres saint Théodore ou, plus rarement, saint Théophile : ces patronymes étaient très répandus aux premiers siècles chrétiens et les légendes se sont croisées.
En raison de deux miracles qui lui sont attribués, il devient le saint patron des vignerons et du Valais. Une première légende du XIe siècle assure qu’il multiplia le moût à partir d’une seule grappe de raisin après des vendanges calamiteuses. Dès le XIVe siècle, on lui attribue un autre miracle où il aurait déjoué les ruses d’un démon qui poussait le pape à l’adultère. Le pape aurait offert à Théodule une cloche miraculeuse qui avait la vertu de préserver les cultures des catastrophes climatiques. Il est d'ailleurs fréquemment représenté avec une grappe de raisin à la main et à côté d'une cloche,avec un démon vaincu à ses pieds. Quelques dictons associent son nom à la floraison printanière : « À la Saint-Théodore, fleurit chaque bouton d’or » ou « À la Saint-Théodule, fleurit la belle férule ».
De nombreuses églises et chapelles lui sont consacrées en Valais (Sion, Orsières, Grimentz, etc.) mais aussi ailleurs en Suisse (Gruyères, île d'Ogoz, etc.) ou en Savoie (Abondance, Thyez, etc.) ou dans le massif du Jura français (abbaye de Mont-Sainte-Marie à Labergement-Sainte-Marie dans le département du Doubs, ou Marigny dans le département du Jura…).

## Prénom
Le prénom Théodule est très peu usité (819 personnes ont été prénommées Théodule en France depuis 1900) : on trouve cependant dans les annales Théodule Ribot généralement considéré comme le fondateur de la psychologie française et Théodule Carré-Cassaigne dans la distribution du film Les Choristes (2004).
Par ailleurs le nom Théodule, en français, prête à la moquerie par sa consonance finale qui rime avec bidule : on parle ainsi, à la suite d'une expression du général de Gaulle en 1963, de « comité Théodule » pour tourner en dérision une commission sans efficacité créée pour détourner l'attention de l'opinion publique.